# Lido (nome)
Lido  è un nome proprio di persona italiano maschile.

## Varianti
- Alterati: Lidio, Lidiano
- Femminili: Lidia, Lidiana, Lida

### Varianti in lingua straniera
- Greco antico: Λυδός (Lydos)

## Origine e diffusione
Deriva dal nome greco Λυδός (Lydos) a sua volta derivato da Λυδια (Lydia), con il significato di "abitante della Lidia", regione dell'Asia Minore, ma è di etimologia incerta. Lido è il nome del re eponimo dei lidi, abitanti della Lidia, figlio di Atis e Dione, nonché fratello di Tirreno, Miso e Care, i capostipiti dei popoli di Etruria, Misia e Caria. Secondo quanto riporta Erodoto, la Meonia venne chiamata Lidia dopo il regno di Lido.
Nel corso del XX secolo il nome moderno risulta diffuso prevalentemente in Toscana. Non va confuso con il sinonimo di "spiaggia sabbiosa", lido, presente in molti toponimi italiani e stranieri, perché deriva dal latino lītus (-tŏris) da cui litorale.

## Persone

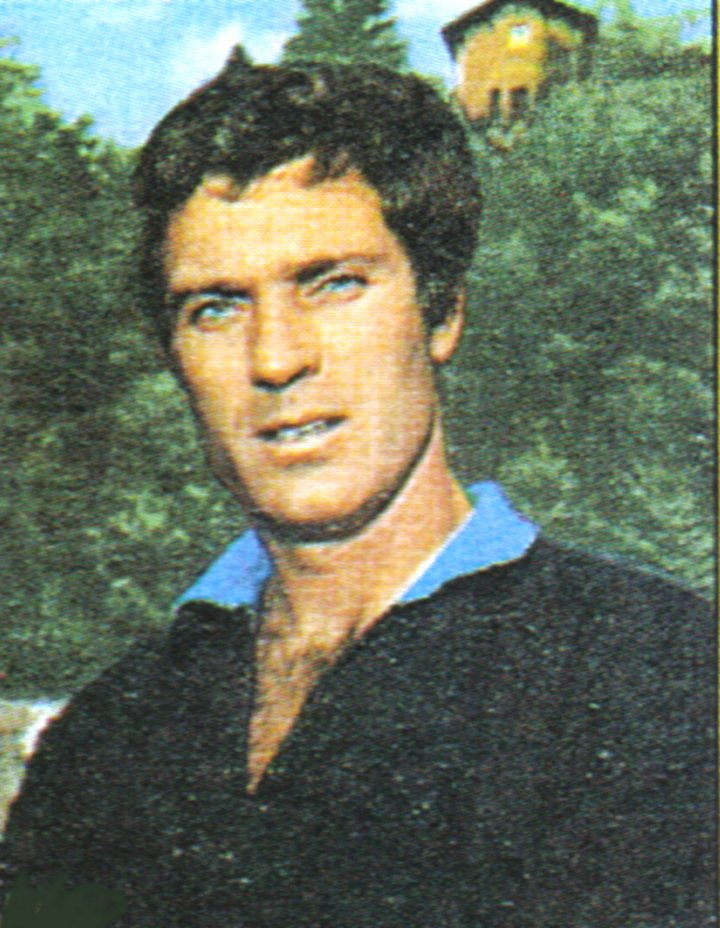
Lido Vieri

- Lido – re eponimo della Lidia, fratello di Tirreno, Miso e Care
- Lido – ceramografo greco antico
- Giovanni Lido – scrittore e funzionario bizantino dell'età di Giustiniano
- Lido Catelli – calciatore italiano
- Lido Galletto – partigiano, insegnante e storico italiano
- Lido Mazzoni – calciatore italiano
- Lido Sartini – ciclista su strada italiano
- Lido Scarpetti – politico italiano
- Lido Vieri – allenatore di calcio e calciatore italiano